# 耶稣升天小堂 (耶路撒冷)

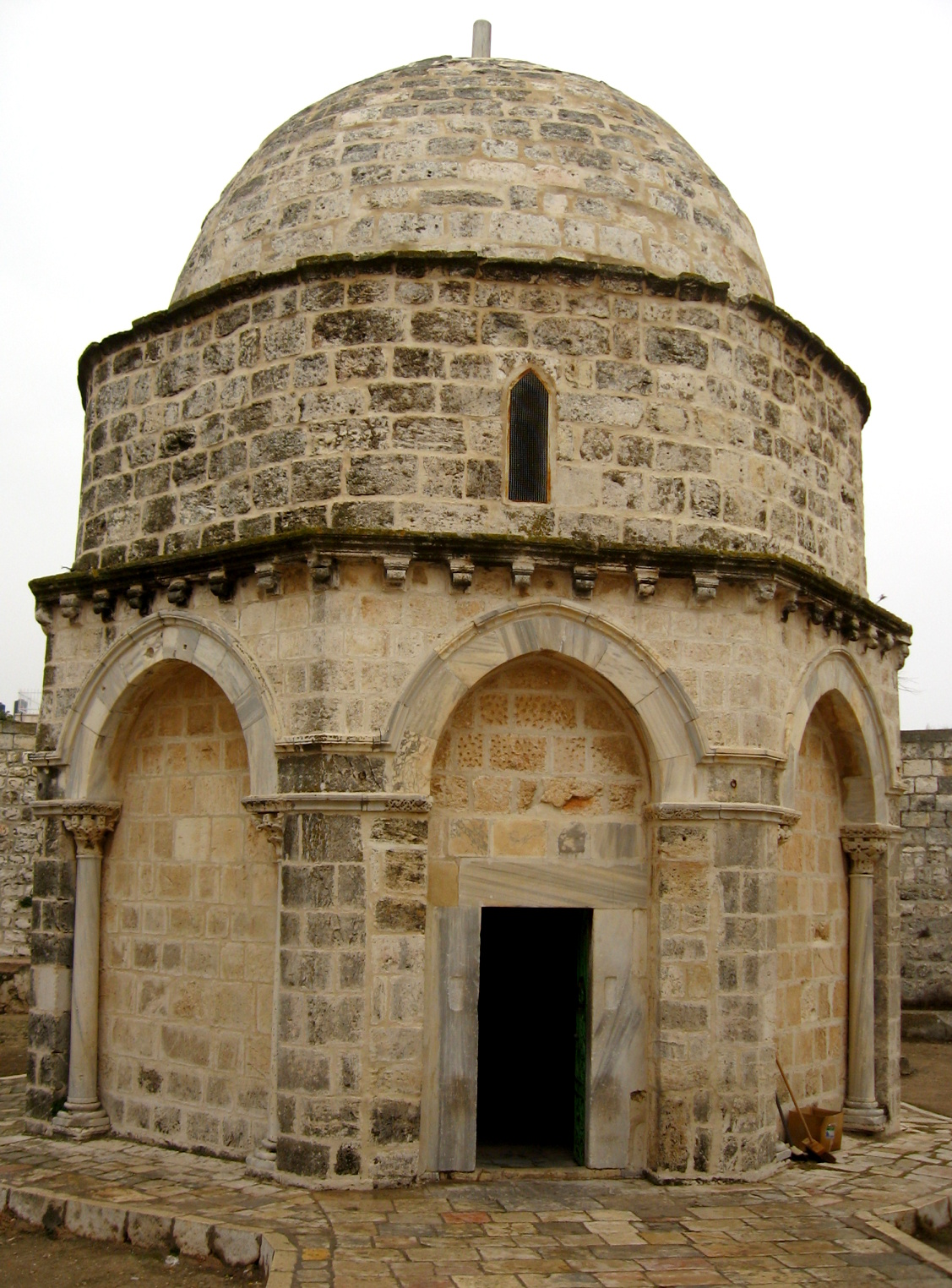
耶稣升天小堂

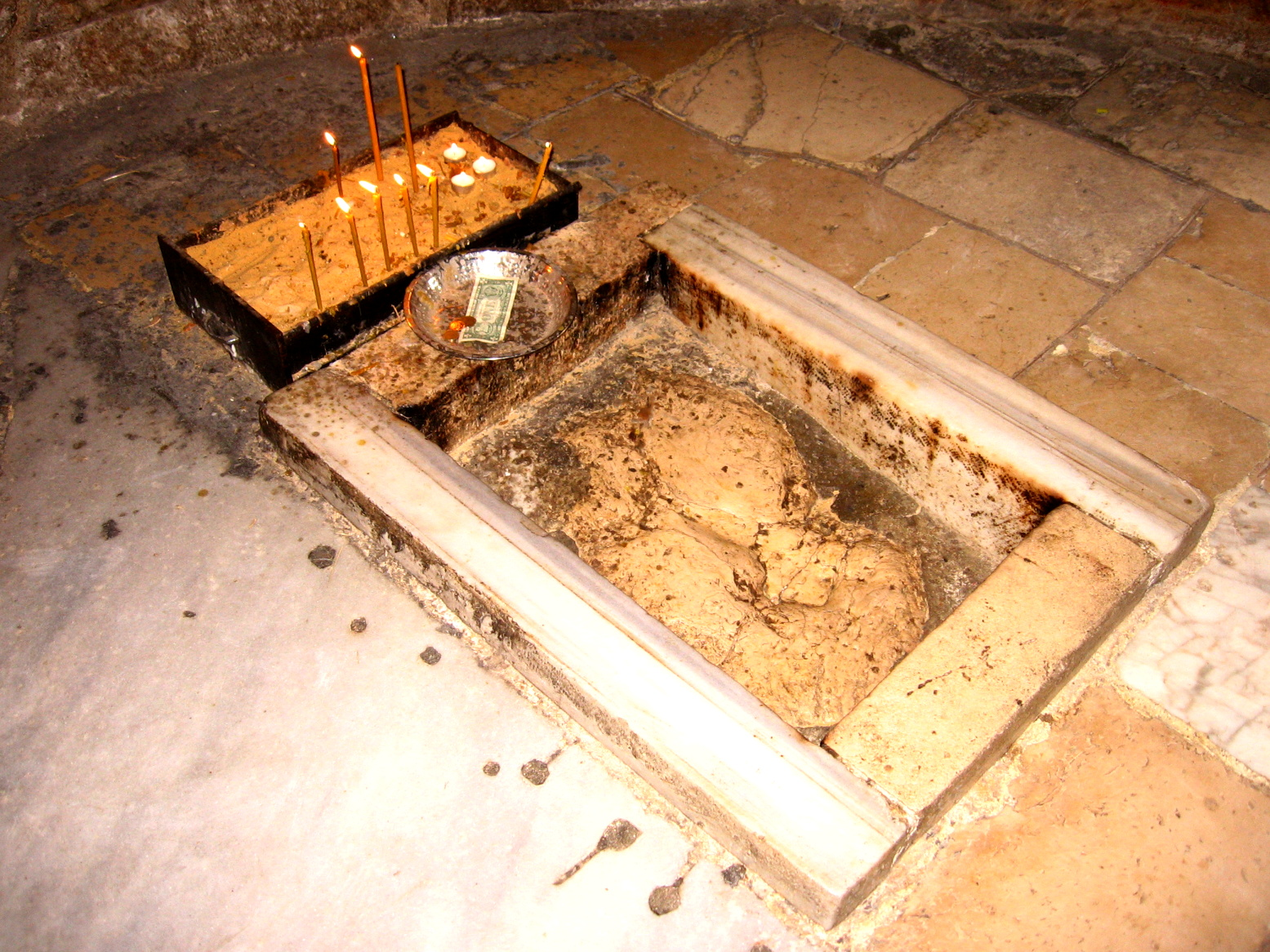
升天石

耶稣升天小堂（Chapel of the Ascension）位于耶路撒冷旧城以东的橄榄山山顶，基督徒和穆斯林都相信耶稣在此升天。
升天小堂为八角形建筑，中间为升天石，据说上面有耶稣升天时留下的右脚脚印，基督徒将其作为耶稣留在地上最后的痕迹加以崇拜。
升天小堂最早建于大约390年，614年被波斯萨珊王朝的军队摧毁。1152年左右，十字军重建了露天的八角形升天小堂。1187年，萨拉丁征服耶路撒冷，将这座建筑改为清真寺，并给它增加了一个穹顶。由于来访者绝大多数为基督徒，作为妥协和善意的姿态，2年后萨拉丁在旁边另建一座清真寺供穆斯林使用。
现在，小堂仍由穆斯林控制，但是允许基督徒可以在每年的耶稣升天节来小堂庆祝，但是需要象征性的收费。天主教会可以在小堂内庆祝，而东方教会只能在庭院内庆祝。
俄罗斯正教会在橄榄山顶也有一个“耶稣升天修道院”。